# Panthera leo azandica
El león del Congo o león del noreste del Congo (Panthera leo azandica) es una subespecie de león que habita en las llanuras del este de África, en donde es el depredador máximo del ecosistema de sabana.

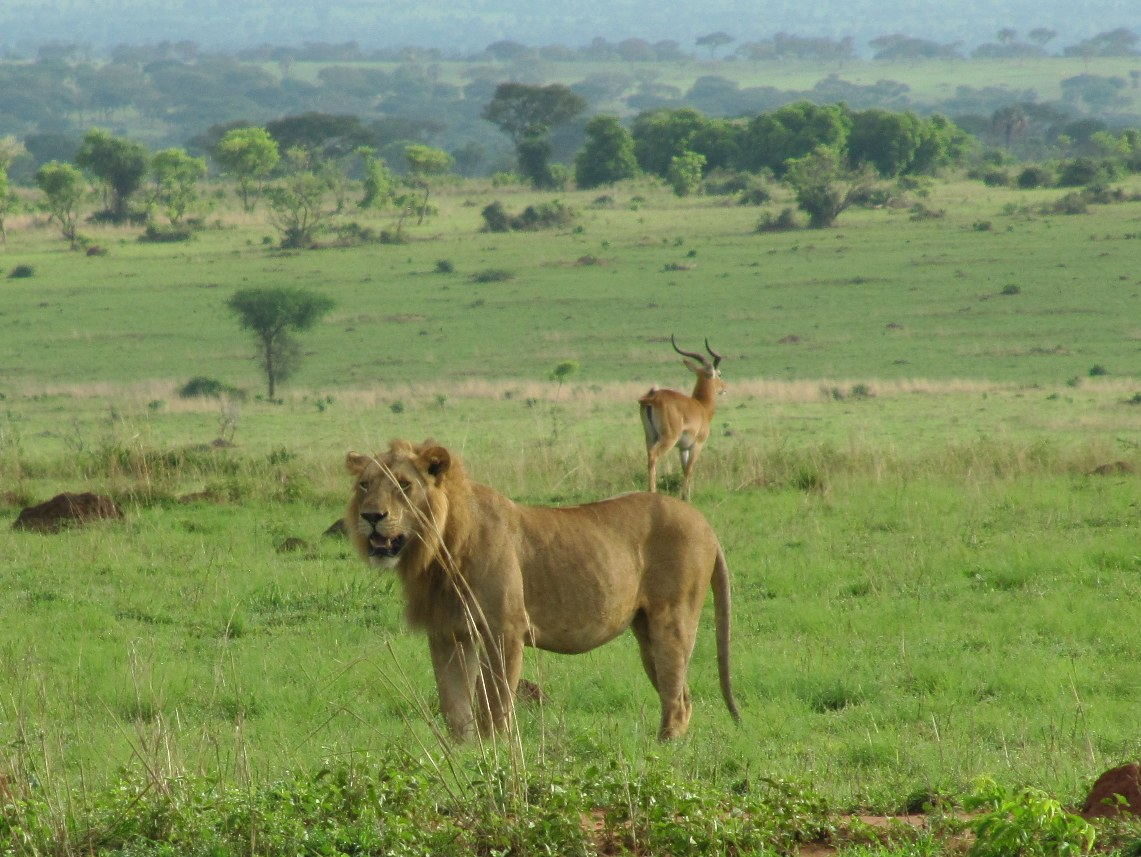
Un león macho de esta subespecie y su hábitat, en el parque nacional de las Cataratas Murchison.

## Distribución
Su distribución se extiende por ambientes de sabana y ecotono con la selva en Uganda y el noreste de la República Democrática del Congo. Es protegido en varias áreas de conservación, entre ellas en el parque nacional de las Cataratas Murchison. 

## Descripción
Fue descrito originalmente por el zoólogo estadounidense Joel Asaph Allen en el año 1924. La localidad tipo es: «Vankerckhovenville, noreste del Congo Belga».